# Joseph Dossenberger
Joseph Dossenberger (* 9. März 1721 in Wollishausen; † 15. Mai 1785 in Wettenhausen) war ein schwäbischer Baumeister, Vertreter des Rokoko und des Frühklassizismus.

## Leben und Wirken

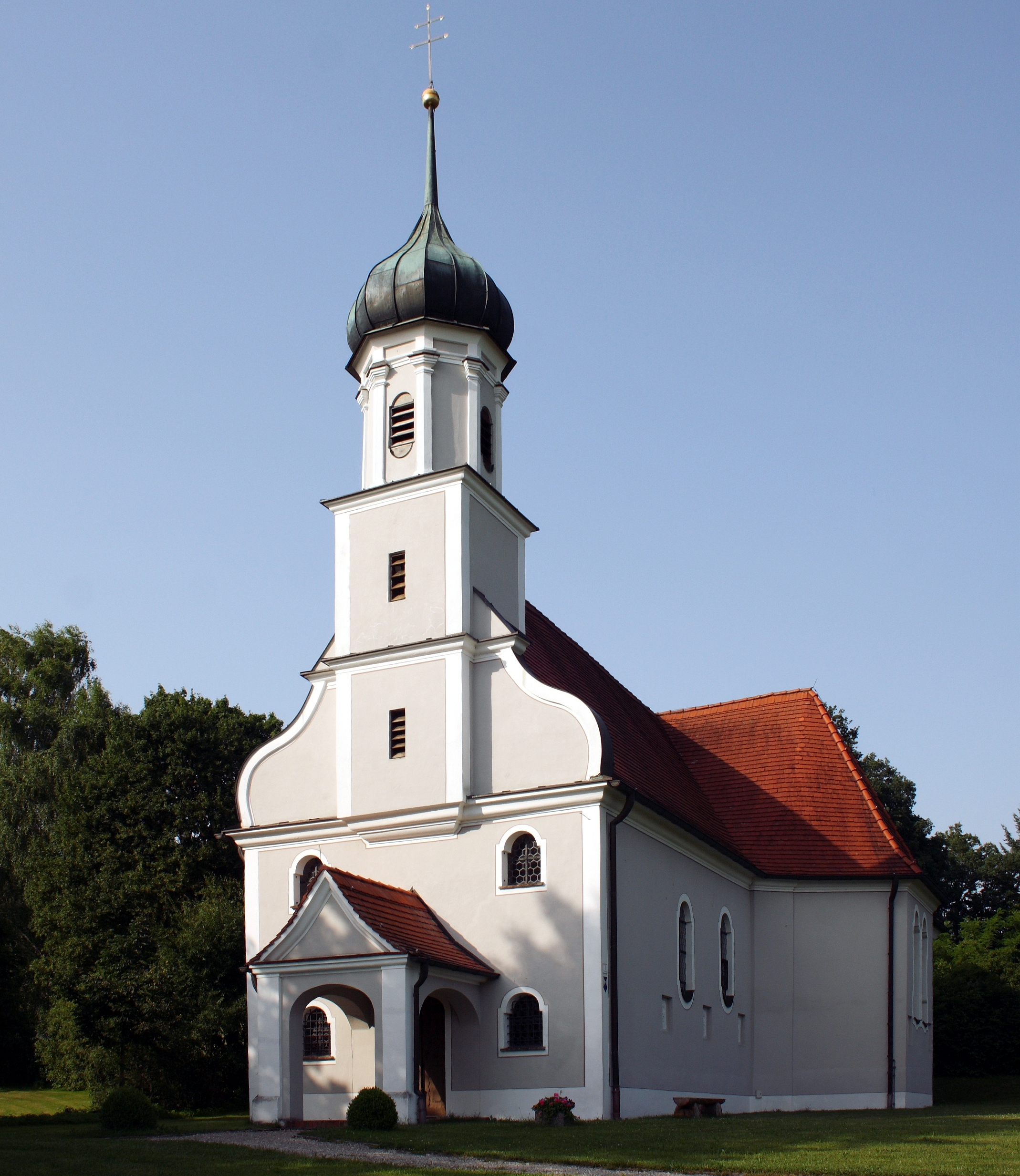
Dossenberger erbaute Querschiff und Chor der Wallfahrtskirche Heilig Kreuz in Mindelaltheim

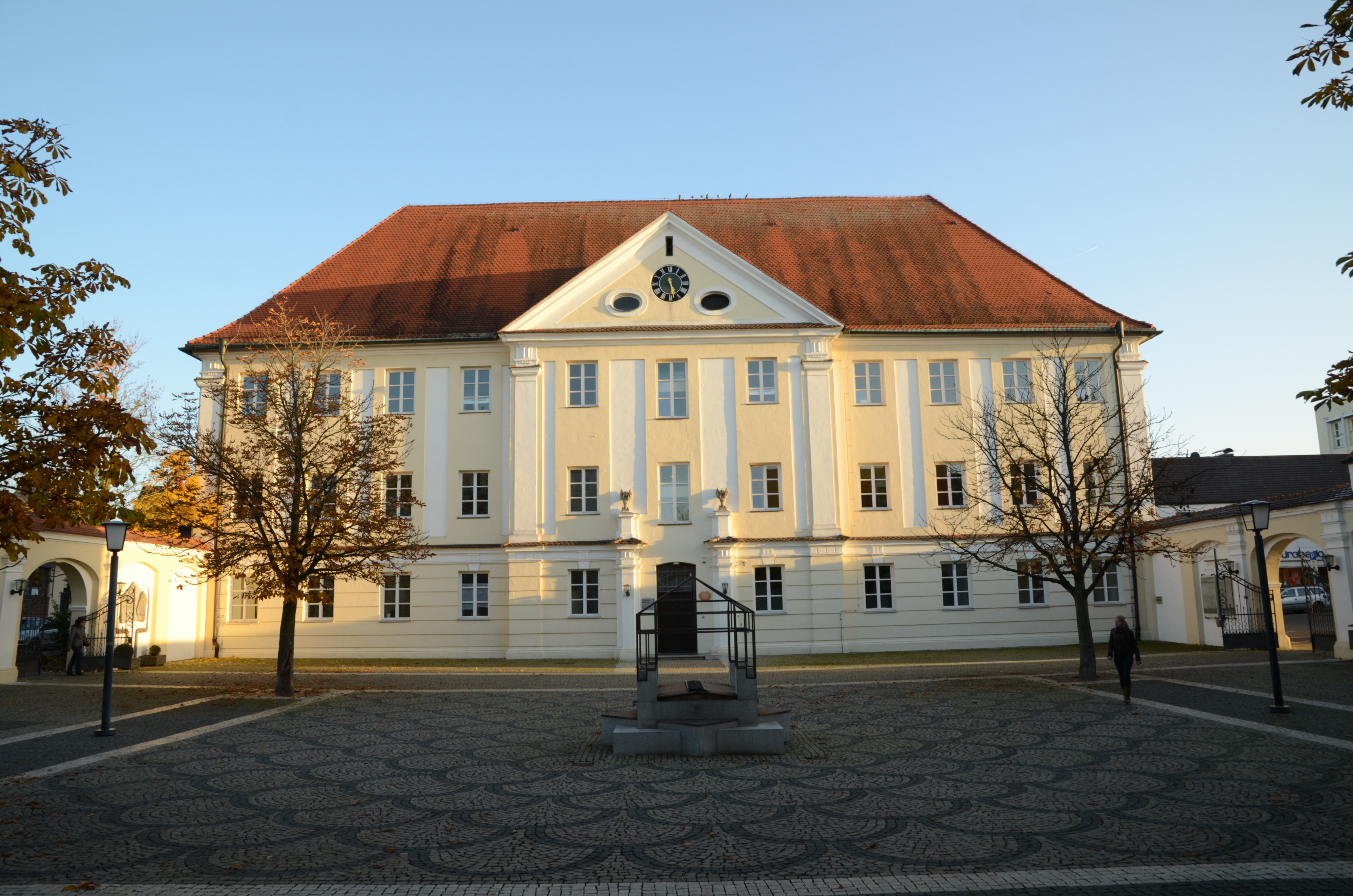
Ehemalige vorderösterreichische Kaserne in Günzburg

Joseph Dossenberger war der Sohn des Maurermeisters und Müllers Joseph Dossenberger und Bruder des Baumeisters Johann Adam Dossenberger (1716–1759). Er ging bei seinem Vater in die Lehre, arbeitete mit diesem und seinem Bruder zusammen und war seit 1739 am Bau der Pfarrkirche St. Laurentius in Reinhartshausen und seit 1747 am Bau der Pfarrkirche St. Peter und Paul in Wollishausen tätig. Er war stark beeinflusst von Dominikus Zimmermann, vor allem von dessen Günzburger Frauenkirche.
1752 wurde er Baumeister des Augustiner-Chorherrenstifts Wettenhausen. In erster Ehe war er mit der Witwe Maria Anna Stengelmayr, geb. Winkler, verheiratet. Nach deren frühem Tod heiratete der inzwischen 46-jährige fünf Wochen später die um 22 Jahre jüngere Maria Magdalena Kramer. Aus der Ehe gingen zehn Kinder hervor.
Neben seiner Anstellung in Wettenhausen übte er das Amt eines Inspektors und Direktors des Bauwesens der Markgrafschaft Burgau aus und war als solcher für die Ausgestaltung von Günzburg zuständig. Der sich eines guten Rufes erfreuende Baumeister erhielt ferner Aufträge von Adelsfamilien, wie von Riedheim, von Freyberg, von Stauffenberg, von Vöhlin, von Eyb und von Thurn und Taxis. Zusätzlich war er noch als Gutachter sowie selbst als Straßenbauer und Innenarchitekt tätig, betrieb einen Farben-, Eisen- und Baumaterialienhandel sowie ab 1778 eine Wirtschaft.
Joseph Dossenberger errichtete oder veränderte über 40 Sakralbauten in Schwaben. Die bedeutendsten befinden sich in Mindelaltheim (die kreuzförmige Wallfahrtskirche Heilig Kreuz), Dettingen am Albuch, Oberelchingen (ehemalige Klosterkirche St. Peter und Paul), Waldkirch (Pfarr- und Wallfahrtskirche Mariä Schmerzen), Oxenbronn (Pfarrkirche St. Blasius), Autenried, Scheppach (Pfarrkirche Mariä Himmelfahrt), Dischingen und Deisenhausen, um nur einige zu nennen. Möglicherweise geht auf ihn auch der Entwurf zum Neubau der Ichenhausener Synagoge zurück (1781). Außerdem zeichnete er für die Errichtung von circa 20 Pfarrhöfen verantwortlich und erbaute beispielsweise die Sommerresidenz der Wettenhauser Pröpste in Großkötz, sowie in Günzburg die ehemalige vorderösterreichische Kaserne, in der heute die Volkshochschule Günzburg untergebracht ist.

## Ehrungen
In Günzburg ist das Dossenberger-Gymnasium nach dem Baumeister benannt. Ferner tragen Straßen unter anderem in Bobingen, Dischingen, Gessertshausen, Günzburg, Ichenhausen, Jettingen, Mindelaltheim und Wettenhausen den Namen Dossenbergers.